# Riccardo Calafiori
Riccardo Calafiori (Roma, 19 maggio 2002) è un calciatore italiano, difensore dell'Arsenal e della nazionale italiana.

## Caratteristiche tecniche
Ha iniziato la carriera come terzino sinistro, ma in seguito è stato impiegato anche come difensore centrale, inizialmente al Basilea, e poi più stabilmente al Bologna, sotto la guida di Thiago Motta. Di piede mancino, è dotato di un'ottima tecnica di base e di notevole intelligenza tattica, che gli consentono di spezzare le linee difensive avversarie con passaggi mirati, nonché di un buon tiro dalla distanza. Ha anche un'ottima capacità di conduzione palla al piede e di inserimento. Compensa una velocità nella media con le proprie doti fisiche.
Nel 2019 è stato inserito nella lista dei migliori sessanta calciatori nati dopo il 2002, stilata dal quotidiano inglese The Guardian, mentre nel 2021 è stato indicato dalla UEFA come uno dei 50 giovani più promettenti dell'anno.

## Carriera

### Club

#### Roma
Calafiori muove i primi passi nel mondo del calcio a 6 anni nella Petriana, società calcistica della capitale, entrando a far parte del settore giovanile della Roma nel 2010. Con il club giallorosso percorre tutta la trafila delle giovanili firmando il suo primo contratto professionistico il 16 giugno 2018. Il 2 ottobre seguente, nel corso della partita di Youth League contro il Viktoria Plzeň, è vittima di un grave infortunio che comporta la rottura di tutti i legamenti del ginocchio sinistro, dei menischi e della capsula e ne mette a rischio la carriera.
Rientra in campo il 16 settembre 2019, dopo quasi un anno di stop, giocando con la Primavera l'incontro di campionato vinto 6-3 contro il Chievo e un mese più tardi riceve la sua prima convocazione con la prima squadra, in occasione della gara di campionato contro il Milan. Il 1º agosto 2020, a 18 anni, debutta fra i professionisti giocando da titolare la gara dell'ultima giornata di Serie A, vinta 3-1 contro la Juventus all'Allianz Stadium, dove si vede annullato un gol e si guadagna il rigore poi trasformato da Diego Perotti per il momentaneo 2-1.
Nella stagione seguente viene inserito nella prima squadra guidata da Paulo Fonseca, e il 26 novembre debutta in UEFA Europa League nel successo della fase a gironi sul CFR Cluj (2-0). Nella gara successiva, giocata il 3 dicembre contro lo Young Boys, segna il suo primo gol in carriera con un tiro dalla distanza, contribuendo così alla vittoria finale (3-1). Ottiene 3 presenze in campionato e 5 in Europa League.
Nella stagione 2021-2022 viene confermato nella rosa della prima squadra, allenata da José Mourinho. Il 16 settembre 2021 debutta in UEFA Conference League, disputando da titolare la gara casalinga contro il CSKA Sofia (5-1). Nella prima parte di stagione ottiene 9 presenze totali tra campionato e Conference League.

#### Genoa e Basilea
Il 14 gennaio 2022, per trovare più spazio, Calafiori passa in prestito al Genoa. Debutta con i liguri tre giorni più tardi, nella gara di campionato persa contro la Fiorentina (6-0). Si ritrova tuttavia frenato da infortuni e scelte tecniche, e ottiene solamente tre presenze con il Genoa, che a fine stagione retrocede in Serie B.
Rientrato alla Roma, il 31 agosto 2022 Calafiori viene ceduto a titolo definitivo al Basilea, nella massima serie svizzera, per 1,5 milioni di euro e il 40% di una futura rivendita. In Svizzera trova spazio, anche come difensore centrale nella difesa a 3, e ottiene 34 presenze complessive tra campionato, coppa nazionale e Europa Conference League, realizzando anche un gol nella competizione europea.

#### Bologna

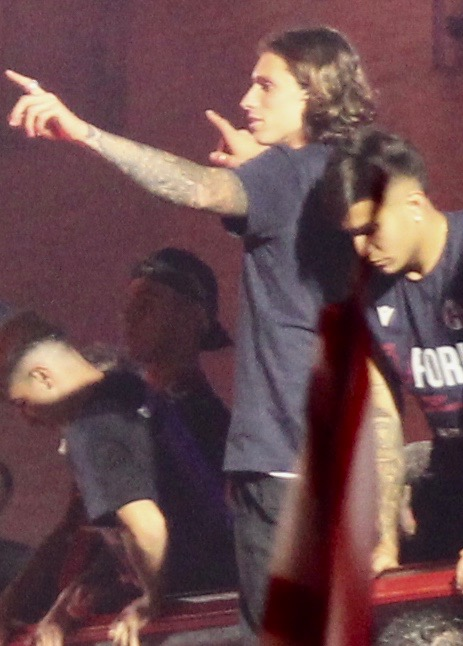
Calafiori nel maggio del 2024, durante le celebrazioni per la qualificazione del in Champions League.

Il 31 agosto 2023, Calafiori viene ceduto a titolo definitivo al Bologna, in Serie A, per circa 4 milioni di euro, più bonus. All'inizio della stagione, vista anche l'indisponibilità di Jhon Lucumí, viene utilizzato con continuità da difensore centrale, fornendo ottime prestazioni e guadagnandosi un ruolo da titolare. Il 20 maggio 2024, segna le sue prime reti in maglia rossoblu, realizzando una doppietta nell'incontro di campionato contro la Juventus (3-3) allo stadio Dall'Ara. Conclude la stagione con 30 presenze, due reti e cinque assist in campionato, contribuendo alla qualificazione in UEFA Champions League del club felsineo.

#### Arsenal
Il 29 luglio 2024 viene ceduto all'Arsenal, militante in Premier League, per circa 42 milioni di sterline, bonus inclusi. Debutta con i Gunners, guidati dal tecnico Mikel Arteta, il 24 agosto successivo, subentrando a Jurriën Timber al 79º minuto della gara di campionato vinta per 2-0 sull'Aston Villa. Il 19 settembre fa il suo esordio in Champions League, rilevando lo stesso Timber nella partita della fase campionato pareggiata (0-0) in casa dell'Atalanta. Il 22 settembre, debutta da titolare e segna il suo primo gol in Premier League, realizzando la rete del momentaneo 1-1 nell'incontro con il Manchester City (2-2). Il successivo 22 ottobre, durante la partita vinta 1-0 sullo Šachtar Donec'k, è vittima di un infortunio che lo tiene lontano dai campi di gioco per qualche settimana. Il 25 gennaio 2025 realizza il gol-vittoria della sfida di Premier contro il Wolverhampton (0-1). Il 4 marzo segna la sua prima rete in Champions League, siglando l'ultimo gol del successo per 7-1 in casa del PSV Eindhoven nell'andata degli ottavi di finale.
Utilizzato in prevalenza come terzino sinistro, chiude la stagione con 19 presenze in campionato (dove l'Arsenal ottiene il 2º posto), limitato dagli infortuni e dalla crescente concorrenza del giovane Lewis-Skelly.

### Nazionale

#### Nazionali giovanili
Calafiori è stato impiegato dalle nazionali giovanili italiane sin dall'Under-15.
Nell'agosto del 2021, viene convocato per la prima volta in nazionale Under-21, guidata da Paolo Nicolato; quindi, esordisce con gli Azzurrini il 3 settembre seguente, sostituendo Destiny Udogie al 63º minuto della partita vinta per 3-0 contro il Lussemburgo, valida per le qualificazioni all'Europeo 2023.

#### Nazionale maggiore
Riceve la sua prima convocazione in nazionale nel maggio del 2024, venendo incluso dal CT Luciano Spalletti nella lista dei pre-convocati per il campionato d'Europa 2024. Fa il suo esordio in maglia azzurra il 4 giugno 2024, a 22 anni, sostituendo Federico Dimarco all'85º minuto dell'amichevole contro la Turchia (0-0) disputata a Bologna.
Viene confermato tra i 26 convocati per la rassegna continentale in Germania, ed esordisce nella manifestazione il 15 giugno seguente, giocando da titolare nel primo incontro della fase a gironi, vinto per 2-1 contro l'Albania; nell'occasione diventa il secondo difensore più giovane, alle spalle di Paolo Maldini, ad aver esordito in un Campionato europeo con la nazionale italiana. Nella partita successiva è autore dell'autorete che decide la sfida contro la Spagna (1-0), mentre nella terza gara del girone fornisce a Mattia Zaccagni l'assist per il gol dell'1-1 contro la Croazia, che consente agli Azzurri di accedere agli ottavi di finale. Ha tuttavia dovuto saltare per squalifica la partita degli ottavi contro la Svizzera, che ha sancito l'eliminazione dell'Italia.

## Statistiche

### Presenze e reti nei club
Statistiche aggiornate al 17 agosto 2025.
| Stagione        | Squadra         | Campionato      | Campionato | Campionato | Coppe nazionali | Coppe nazionali | Coppe nazionali | Coppe continentali | Coppe continentali | Coppe continentali | Altre coppe | Altre coppe | Altre coppe | Totale | Totale |
| Stagione        | Squadra         | Comp            | Pres       | Reti       | Comp            | Pres            | Reti            | Comp               | Pres               | Reti               | Comp        | Pres        | Reti        | Pres   | Reti   |
| --------------- | --------------- | --------------- | ---------- | ---------- | --------------- | --------------- | --------------- | ------------------ | ------------------ | ------------------ | ----------- | ----------- | ----------- | ------ | ------ |
| 2019-2020       | Roma            | A               | 1          | 0          | CI              | 0               | 0               | UEL                | 0                  | 0                  | -           | -           | -           | 1      | 0      |
| 2020-2021       | Roma            | A               | 3          | 0          | CI              | 0               | 0               | UEL                | 5                  | 1                  | -           | -           | -           | 8      | 1      |
| 2021-gen. 2022  | Roma            | A               | 6          | 0          | CI              | 0               | 0               | UECL               | 3                  | 0                  | -           | -           | -           | 9      | 0      |
| Totale Roma     | Totale Roma     | Totale Roma     | 10         | 0          |                 | 0               | 0               |                    | 8                  | 1                  |             | -           | -           | 18     | 1      |
| gen.-giu. 2022  | Genoa           | A               | 3          | 0          | CI              | -               | -               | -                  | -                  | -                  | -           | -           | -           | 3      | 0      |
| 2022-2023       | Basilea         | SL              | 23         | 0          | CS              | 3               | 0               | UECL               | 8                  | 1                  | -           | -           | -           | 34     | 1      |
| lug.-ago. 2023  | Basilea         | SL              | 3          | 0          | CS              | 0               | 0               | UECL               | 1                  | 0                  | -           | -           | -           | 4      | 0      |
| Totale Basilea  | Totale Basilea  | Totale Basilea  | 26         | 0          |                 | 3               | 0               |                    | 9                  | 1                  |             | -           | -           | 38     | 1      |
| ago. 2023-2024  | Bologna         | A               | 30         | 2          | CI              | 3               | 0               | -                  | -                  | -                  | -           | -           | -           | 33     | 2      |
| 2024-2025       | Arsenal         | PL              | 19         | 2          | FACup+CdL       | 0+2             | 0               | UCL                | 8                  | 1                  | -           | -           | -           | 29     | 3      |
| 2025-2026       | Arsenal         | PL              | 1          | 1          | FACup+CdL       | 0               | 0               | UCL                | 0                  | 0                  | -           | -           | -           | 1      | 1      |
| Totale Arsenal  | Totale Arsenal  | Totale Arsenal  | 20         | 3          |                 | 2               | 0               |                    | 8                  | 1                  |             | -           | -           | 30     | 4      |
| Totale carriera | Totale carriera | Totale carriera | 89         | 5          |                 | 8               | 0               |                    | 25                 | 3                  |             | -           | -           | 122    | 8      |

### Cronologia presenze e reti in nazionale
| Cronologia completa delle presenze e delle reti in nazionale ― Italia | Cronologia completa delle presenze e delle reti in nazionale ― Italia | Cronologia completa delle presenze e delle reti in nazionale ― Italia | Cronologia completa delle presenze e delle reti in nazionale ― Italia | Cronologia completa delle presenze e delle reti in nazionale ― Italia | Cronologia completa delle presenze e delle reti in nazionale ― Italia | Cronologia completa delle presenze e delle reti in nazionale ― Italia | Cronologia completa delle presenze e delle reti in nazionale ― Italia |
| Data                                                                  | Città                                                                 | In casa                                                               | Risultato                                                             | Ospiti                                                                | Competizione                                                          | Reti                                                                  | Note                                                                  |
| --------------------------------------------------------------------- | --------------------------------------------------------------------- | --------------------------------------------------------------------- | --------------------------------------------------------------------- | --------------------------------------------------------------------- | --------------------------------------------------------------------- | --------------------------------------------------------------------- | --------------------------------------------------------------------- |
| 4-6-2024                                                              | Bologna                                                               | Italia                                                                | 0 – 0                                                                 | Turchia                                                               | Amichevole                                                            | -                                                                     | 85’                                                                   |
| 9-6-2024                                                              | Empoli                                                                | Italia                                                                | 1 – 0                                                                 | Bosnia ed Erzegovina                                                  | Amichevole                                                            | -                                                                     |                                                                       |
| 15-6-2024                                                             | Dortmund                                                              | Italia                                                                | 2 – 1                                                                 | Albania                                                               | Euro 2024 - 1º turno                                                  | -                                                                     | 51’                                                                   |
| 20-6-2024                                                             | Gelsenkirchen                                                         | Spagna                                                                | 1 – 0                                                                 | Italia                                                                | Euro 2024 - 1º turno                                                  | -                                                                     |                                                                       |
| 24-6-2024                                                             | Lipsia                                                                | Croazia                                                               | 1 – 1                                                                 | Italia                                                                | Euro 2024 - 1º turno                                                  | -                                                                     | 90+3’                                                                 |
| 6-9-2024                                                              | Parigi                                                                | Francia                                                               | 1 – 3                                                                 | Italia                                                                | UEFA Nations League 2024-2025 - 1º turno                              | -                                                                     | 71’                                                                   |
| 10-10-2024                                                            | Roma                                                                  | Italia                                                                | 2 – 2                                                                 | Belgio                                                                | UEFA Nations League 2024-2025 - 1º turno                              | -                                                                     |                                                                       |
| 14-10-2024                                                            | Udine                                                                 | Italia                                                                | 4 – 1                                                                 | Israele                                                               | UEFA Nations League 2024-2025 - 1º turno                              | -                                                                     |                                                                       |
| 20-3-2025                                                             | Milano                                                                | Italia                                                                | 1 – 2                                                                 | Germania                                                              | UEFA Nations League 2024-2025 - Quarti di finale                      | -                                                                     |                                                                       |
| Totale                                                                |                                                                       | Presenze                                                              | 9                                                                     |                                                                       | Reti                                                                  | 0                                                                     |                                                                       |

| Cronologia completa delle presenze e delle reti in nazionale ― Italia under 21 | Cronologia completa delle presenze e delle reti in nazionale ― Italia under 21 | Cronologia completa delle presenze e delle reti in nazionale ― Italia under 21 | Cronologia completa delle presenze e delle reti in nazionale ― Italia under 21 | Cronologia completa delle presenze e delle reti in nazionale ― Italia under 21 | Cronologia completa delle presenze e delle reti in nazionale ― Italia under 21 | Cronologia completa delle presenze e delle reti in nazionale ― Italia under 21 | Cronologia completa delle presenze e delle reti in nazionale ― Italia under 21 |
| Data                                                                           | Città                                                                          | In casa                                                                        | Risultato                                                                      | Ospiti                                                                         | Competizione                                                                   | Reti                                                                           | Note                                                                           |
| ------------------------------------------------------------------------------ | ------------------------------------------------------------------------------ | ------------------------------------------------------------------------------ | ------------------------------------------------------------------------------ | ------------------------------------------------------------------------------ | ------------------------------------------------------------------------------ | ------------------------------------------------------------------------------ | ------------------------------------------------------------------------------ |
| 3-9-2021                                                                       | Empoli                                                                         | Italia under 21                                                                | 3 – 0                                                                          | Lussemburgo under 21                                                           | Qual. Europeo Under-21 2023                                                    | -                                                                              | 63’                                                                            |
| 7-9-2021                                                                       | Vicenza                                                                        | Italia under 21                                                                | 1 – 0                                                                          | Montenegro under 21                                                            | Qual. Europeo Under-21 2023                                                    | -                                                                              | 72’ 74’                                                                        |
| 8-10-2021                                                                      | Zenica                                                                         | Bosnia ed Erzegovina under 21                                                  | 1 – 2                                                                          | Italia under 21                                                                | Qual. Europeo Under-21 2023                                                    | -                                                                              | 67’                                                                            |
| 17-10-2023                                                                     | Bolzano                                                                        | Italia under 21                                                                | 2 – 0                                                                          | Norvegia under 21                                                              | Qual. Europeo Under-21 2025                                                    | -                                                                              | 87’                                                                            |
| 16-11-2023                                                                     | Serravalle                                                                     | San Marino under 21                                                            | 0 – 7                                                                          | Italia under 21                                                                | Qual. Europeo Under-21 2025                                                    | -                                                                              |                                                                                |
| 21-11-2023                                                                     | Cork                                                                           | Irlanda under 21                                                               | 2 – 2                                                                          | Italia under 21                                                                | Qual. Europeo Under-21 2025                                                    | -                                                                              | 71’ 83’                                                                        |
| 22-3-2024                                                                      | Cesena                                                                         | Italia under 21                                                                | 2 – 0                                                                          | Lettonia under 21                                                              | Qual. Europeo Under-21 2025                                                    | -                                                                              |                                                                                |
| 26-3-2024                                                                      | Ferrara                                                                        | Italia under 21                                                                | 1 – 1                                                                          | Turchia under 21                                                               | Qual. Europeo Under-21 2025                                                    | -                                                                              | 50’                                                                            |
| Totale                                                                         |                                                                                | Presenze                                                                       | 8                                                                              |                                                                                | Reti                                                                           | 0                                                                              |                                                                                |

## Palmarès

### Individuale
- Gran Galà del calcio AIC: 1

Squadra dell'anno: 2024